# ناحیه فرجیوه
ناحیه فرجیوه (به عربی: دائرة فرجیوة) یک ناحیه در الجزایر است که در استان میله واقع شده‌است.